# The Diamond Crown
The Diamond Crown è un cortometraggio muto del 1913 scritto e diretto da J. Searle Dawley.
Primo episodio della serie Kate Kirby's Cases.

## Produzione
Il film fu prodotto dalla Edison Company.

## Distribuzione
Distribuito dalla General Film Company, il film - un cortometraggio in una bobina - uscì nelle sale cinematografiche degli Stati Uniti il 12 luglio 1913.